# 95793 Brock
95793 Brock este un asteroid din centura principală de asteroizi.

## Descriere
95793 Brock este un asteroid din centura principală de asteroizi. A fost descoperit pe 23 martie 2003 în cadrul proiectului CSS. Asteroidul prezintă o orbită caracterizată de o semiaxă mare de 2,41 ua, o excentricitate de 0,08 și o înclinație de 8,8° în raport cu ecliptica.